# Appressorium

Appressorium dErysiphe necator, l'oïdium de la vigne.

L'appressorium (au pluriel des appressoria) est un système utilisé par les champignons parasites ou symbiotiques pour pénétrer dans une cellule hôte (plante) :
après la sporulation, la spore adhère à la surface de la plante et germe. L'extrémité du tube germinatif se gonfle et s'épaissit pour former un organe appelé appressorium, qui en exerçant une pression mécanique (via la pression de turgescence), se plaque contre la cellule ciblée. De manière concomitante, un appareil de pré-pénétration, se met en place dans la cellule puis provoque une invagination de la paroi pectocellulosique en repoussant légèrement la membrane. 
Au contact des cellules épidermiques de l'hôte, le parasite forme des appressoria prolongés dans ces cellules par des haustoria, expansions nichées dans un repli de la membrane et qui la rendent perméable. Chaque haustorium est un suçoir qui pompe des petites molécules de la cellule, ce qui réclame à ces parasites que peu ou pas de digestion, et rend la réaction de défense des plantes contre ce parasite (par exemple accumulation de tannins toxiques dans les vacuoles) sans effet.